# Bisdom Buffalo
Het bisdom Buffalo (Latijn: Dioecesis Buffalensis) is een rooms-katholiek bisdom met als zetel Buffalo, in de Amerikaanse staat New York. Het bisdom is suffragaan aan het aartsbisdom New York. 

## Geschiedenis
Het bisdom werd opgericht op 23 april 1847, uit delen van het bisdom New York, en was suffragaan aan het aartsbisdom Baltimore. Op 19 juli 1850 veranderde het van kerkprovincie en werd suffragaan aan het nieuw verheven aartsbisdom New York. 
In 1868 en 1896 verloor het gebied bij de oprichting en uitbreiding van het bisdom Rochester. 

## Parochies
Het bisdom had in 2022 een oppervlakte van 16.511 km2 en telde 1.557.319 inwoners waarvan 47,6% rooms-katholiek was.

## Bisschoppen
- John Timon (23 april 1847 - 16 april 1867)
- Stephen Michael Vincent Ryan (3 maart 1868 - 10 april  1896)
- James Edward Quigley (12 december 1896 - 8 januari 1903)
- Charles Henry Colton (20 mei 1903 - 9 mei 1915)
- Dennis Joseph Dougherty (9 december 1915 - 1 mei 1918; kardinaal in 1921)
- William Turner (10 maart 1919 - 10 juli 1936)
- John Aloysius Duffy (5 januari 1937 - 27 september 1944)
- John Francis O’Hara (10 maart 1945 - 23 november 1951)
- Joseph Aloysius Burke (7 februari 1952 - 16 oktober 1962; hulpbisschop sinds 17 april 1943)
  - Leo Richard Smith (hulpbisschop: 30 juni 1952 - 12 februari 1963)
- James Aloysius McNulty (12 februari 1963 - 4 september 1972)
  - Pius Anthony Benincasa (hulpbisschop: 8 mei 1964 - 13 augustus 1986)
  - Stanislaus Joseph Brzana (hulpbisschop: 24 mei 1964 - 22 oktober 1968)
  - Bernard Joseph McLaughlin (hulpbisschop: 28 december 1968 - 5 januari 1988)
- Edward Dennis Head (23 januari 1973 - 18 april 1995)
  - Donald Walter Trautman (hulpbisschop: 27 februari 1985 - 2 juni 1990)
- Henry Joseph Mansell (18 april 1995 - 20 oktober 2003)
  - Edward Michael Grosz (hulpbisschop: 22 november 1989 - 2 maart 2020)
- Edward Urban Kmiec (12 augustus 2004 - 29 mei 2012)
- Richard Joseph Malone (29 mei 2012 - 4 december 2019)
  - Edward Bernard Scharfenberger (apostolisch administrator: 4 december 2019 - 15 januari 2021)
- Michael William Fisher (1 december 2020 - heden)

## Galerij van afbeeldingen

Wapen van het bisdom
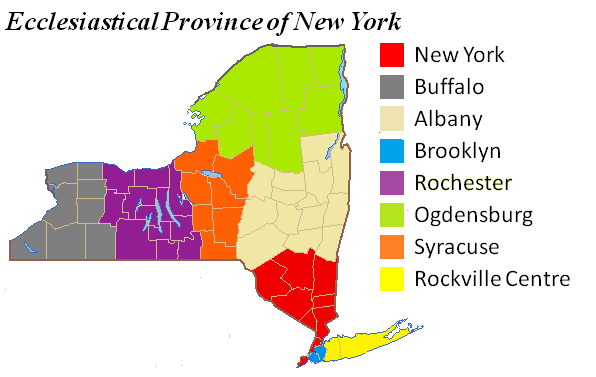
Kerkprovincie met aartsbisdom en suffragane bisdommen
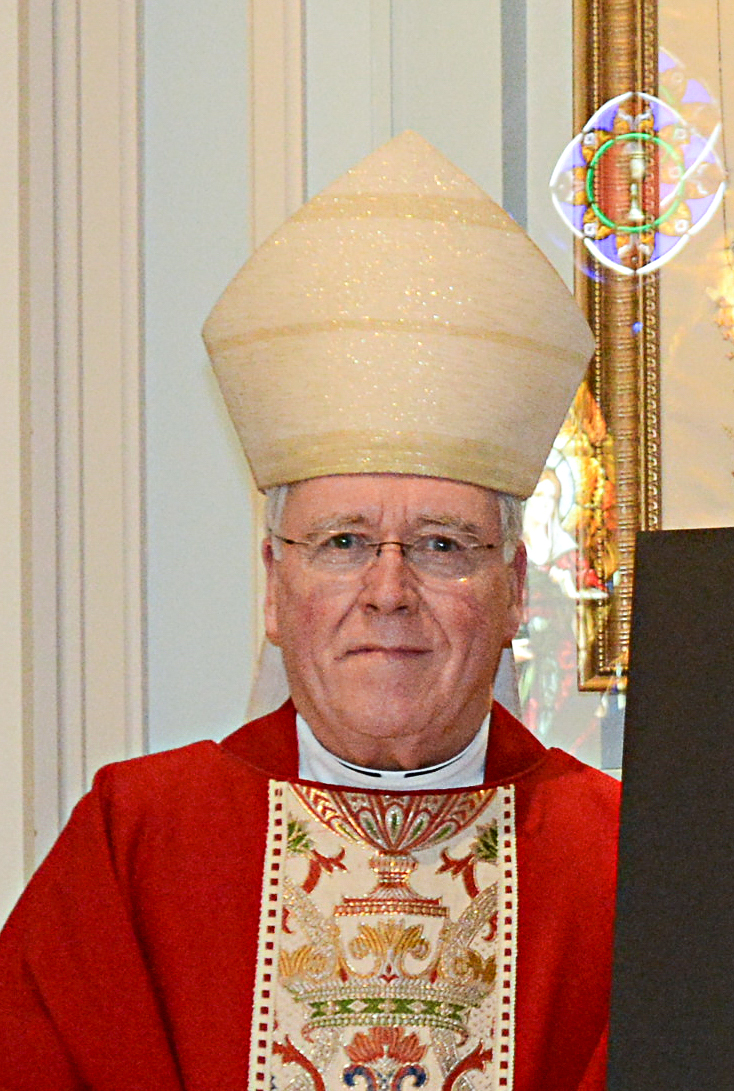
Bisschop Richard Joseph Malone (2012-2019)

New York (aartsbisdom) · Albany · Brooklyn · Buffalo · Ogdensburg · Rochester · Rockville Centre · Syracuse